# Heteronotus broomfieldi
Heteronotus broomfieldi är en insektsart som beskrevs av Albino Morimasa Sakakibara 1979. Heteronotus broomfieldi ingår i släktet Heteronotus och familjen hornstritar. Inga underarter finns listade i Catalogue of Life.